# إسماعيل الشطي
د. إسماعيل خضر الشطي سياسي كويتي وعضو الحركة الدستورية الإسلامية سابقا ، وعضو مجلس الأمة سنة 1992 ورئيس اللجنة المالية فيه. عين وزيرا للمواصلات سنة 2006 ، ووزير الدولة لشؤون مجلس الوزراء ونائبا لرئيس مجلس الوزراء سنة 2006 ، ومستشارا بدرجة وزير في مجلس الوزراء الكويتي (2007-2014).

## التعليم
حصل على شهادة الدكتوراه في الهندسة الكيميائية والبيئية وشهادة الماجستير في العلوم السياسية.

## المناصب
- مستشار رئيس مجلس الوزراء سابقا.
- وزير الدولة لشؤون مجلس الوزراء ونائب لرئيس مجلس الوزراء.

- ترأس دار المشورة للاستشارات الاقتصادية.
- عين رئيسا على معهد الخليج للدراسات التعاقدية والإستراتيجية.
- عضو سابق في مجلس الأمة سنة 1992 ورئيس اللجنة المالية فيه.
- كان عضو في فريق تقصي الحقائق لخسائر الهيئة العامة للاستثمار في مكتبي لندن وإسبانيا.
- شغل كرئيس تحرير مجلة المجتمع الكويتية سابقا.
- عضو في الجمعية الدولية للتعاقدات ومسئول الحوار الفكري والحضاري في المكتب السياسي للحركة الدستورية الإسلامية الإخوان المسلمين سابقا.

## الحياة السياسية
- خاض انتخابات مجلس الأمة الكويتي بدائرة حولي كمرشح الحركة الدستورية الإسلامية في انتخابات 1992 و1996 و1999.

### نشاطه السياسي
ترأس مجلة المجتمع الكويتية التي تصدرها جمعية الإصلاح الإجتماعي من عام 1979 إلى عام 1992، ودخل البرلمان الكويتي كعضو يمثل الحركة الدستورية الإسلامية، في الفصل التشريعي السابع (1992-1995)، ثم صار عضوا في المجلس الأعلى للتخطيط منذ عام 2004، ووزيرا للمواصلات في عام 2006، ونائب رئيس الوزراء ووزير الدولة عام 2007، ثم عين مستشارا في مجلس الوزراء بدرجة وزير حتى نهاية عام 2014.
وعلى المستوى السياسي غير الرسمي ساهم في قيادة عدة مؤسسات من منظمات المجتمع المدني، فقد انتخب منذ عام 1994 عضوا الأمانة العامة للمؤتمر القومي/الإسلامي، كما أنتخب أمينا عاما للمؤتمر الشعبي لمقاومة التطبيع في الخليج العربي عام 2001، وانتخب عضوا منذ عام 2003 في الأمانة العامة للمؤتمر القومي العربي ، وعضوا في مجلس إدارة منظمة برلمانيون عرب ضد الفساد عام 2004، وعضوا في الأمانة العامة للمنظمة العربية لمكافحة الفساد منذ عام 2005، وعضوا في مجلس الأمناء منذ عام 2014، وعضوا في اللجنة التنفيذية لمركز دراسات الوحدة العربية (2014-2018)

### مؤلفاته
1. الإسلاميون وحكم الدولة الحديثة، دار الضفاف، بيروت ،(2013)
2. الإسلام في الأستراتيجيات الأمريكية، مكتبة آفاق ،الكويت (2014)
3. قلق (رواية)، مكتبة آفاق، الكويت، (2015)
4. جذور الثقافة في المنطقة العربية (أربعة أجزاء)، مركز دراسات الوحدة العربية، بيروت، (2021)